# Деловая журналистика
Делова́я журнали́стика (англ. Business journalism) — профессиональный жанр, в котором журналисты отслеживают, собирают, записывают и анализируют информацию, имеющую отношение к финансам и бизнесу, что даёт возможность представителям властей (включая и «четвёртую») и деловых кругов обсуждать насущные вопросы. И тематически, и по приёмам деловая пресса позиционирована как антипод такому направлению журналистики как жёлтая пресса.
Бизнес-журналисты призваны обеспечивать информационные потребности предпринимательства, печатая материалы (в том числе из разряда статистических, рекламно-информационных, законодательных и пр.) с целью создания информационного поля, способствующего развитию бизнеса. Минусом является заметное расхождение интересов читательской аудитории и интересов издателей.
Учитываются три группы факторов:
- объектно-предметные наполнение (все сферы общественной и частной жизни «в формате реализации в этих сферах отношений по поводу производства, распределения, обмена и потребления факторов производства… стоимостей, предметов производственного и непроизводственного потребления (товаров и услуг)»;
- методы, то есть подходы к подаче информации, когда базисным субъектом выступает аудитория, вторичным — работник СМИ;
- характер аудиторий, с которыми пресса реализует коммуникативные отношения, т. н. homo economicus (условное понятие, представление о читателе как рационально мыслящем субъекте, строящем свои планы по принципа извлечения прибыли).

Начало такого рода журналистика ведёт со Средневековья, когда известные купеческие семейства общались между собой. В 1882 году Чарльз Доу, Эдвард Джонс и Чарльз Бергстрессер организовали службу доставки новостей в инвестиционные компании Уолл-стрит, а в 1889 году стало выходить старейшее издание деловой тематики The Wall Street Journal. Первым деловым журналистом считают Иду Тарбелл, которая в начале века писала о нефтяном гиганте Standard Oil. Среди продолжателей её традиций называют Ричарда Ламберта, одного из редакторов Financial Times, создавшего школу журналистики, выпускники которой специализировались на экономике, бизнесе, финансах и маркетинге.
Деловые издания, ориентированные на тех, чья профессиональная деятельность требует постоянного обращения к коммерческой и финансовой информации, реализуют следующие функции:
- анализ главных событий в стране, их влияние на деловую жизнь;
- обеспечение аудитории оперативной коммерческой информацией;
- распространение делового опыта;
- формирование идеологии бизнеса.

Жанр отличает не просто специализированная информация деловой тематики, но особый, специальный взгляд на информацию вообще. В деловой периодике освещаются и политические события и новости из сферы культуры, однако, подаются они с прагматической точки зрения, в контексте того, как они могут повлиять на развитие экономики, на инвестиционный климат, состояние рынков товаров. Особенности аудитории диктуют требования к информации. Деловых людей, график которых весьма плотен, интересуют не слухи шоу-бизнеса, а события, влияющие на развитие бизнеса, объективный анализ социально-политических проблем. Аналитическую функцию, наряду с информационной, считают важнейшей функцией бизнес-прессы.